# 忍者燈籠鯊
本奇利燈籠鯊（學名：Etmopterus benchleyi），俗名忍者燈籠鯊，為一種新發現的小型燈籠鯊。其主要棲息的範圍為尼加拉瓜到哥斯大黎加之間的東太平洋，為第一種在該海域發現的燈籠鯊。

## 分布
忍者燈籠鯊分布的範圍為東太平洋，北至尼加拉瓜與巴拿馬、南至哥斯大黎加之間的海域。其棲息的深度約為836至1443公尺的大陸坡。

## 體型與特徵
忍者燈籠鯊的體長約為50公分，口中約有30至36顆牙齒。全身皮膚烏黑、眼珠凸出，身體可發光，無臀鰭，有兩個背鰭。